# Supercoppa belga (pallavolo maschile)
La Supercoppa belga è una competizione pallavolistica per squadre di club belghe maschili, organizzata con cadenza annuale dalla FRBV.

## Edizioni
| Edizione      | Edizione          | Podio         | Podio         | Podio               |               |
| Anno          | Sede della finale | Campione      | Risultato     | Finalista           |               |
| ------------- | ----------------- | ------------- | ------------- | ------------------- | ------------- |
| 1979 Dettagli | Genk              | Ruisbroek     | 3 - 0         | Kortrijk            |               |
| 1980-1994     | -                 | Non disputata | Non disputata | Non disputata       | Non disputata |
| 1995 Dettagli | -                 | Maaseik       | -             | -                   |               |
| 1996 Dettagli | -                 | Maaseik       | -             | -                   |               |
| 1997 Dettagli | -                 | Maaseik       | -             | -                   |               |
| 1998 Dettagli | -                 | Maaseik       | -             | -                   |               |
| 1999 Dettagli | -                 | Maaseik       | -             | Everbeur            |               |
| 2000 Dettagli | Knokke-Heist      | Roeselare     | 3 - 1         | Asse-Lennik         |               |
| 2001 Dettagli | -                 | Maaseik       | -             | -                   |               |
| 2002 Dettagli | -                 | Maaseik       | -             | -                   |               |
| 2003 Dettagli | -                 | Maaseik       | -             | Everbeur            |               |
| 2004 Dettagli | Knokke-Heist      | Roeselare     | 3 - 0         | Maaseik             |               |
| 2005 Dettagli | Roeselare         | Roeselare     | 3 - 1         | Asse-Lennik         |               |
| 2006 Dettagli | -                 | Maaseik       | -             | Roeselare           |               |
| 2007 Dettagli | Roeselare         | Roeselare     | 3 - 0         | Maaseik             |               |
| 2008 Dettagli | Maaseik           | Maaseik       | 3 - 0         | Roeselare           |               |
| 2009 Dettagli | -                 | Maaseik       | -             | Everbeur            |               |
| 2010 Dettagli | Knokke-Heist      | Roeselare     | 3 - 0         | Maaseik             |               |
| 2011 Dettagli | Aalst             | Maaseik       | 3 - 1         | Roeselare           |               |
| 2012 Dettagli | Lovanio           | Maaseik       | 3 - 0         | Asse-Lennik         |               |
| 2013 Dettagli | Anversa           | Roeselare     | 3 - 1         | Maaseik             |               |
| 2014 Dettagli | Gand              | Roeselare     | 3 - 1         | Topvolley Antwerpen |               |
| 2015 Dettagli | Gand              | Asse-Lennik   | 3 - 0         | Roeselare           |               |
| 2016 Dettagli | Liegi             | Maaseik       | 3 - 2         | Roeselare           |               |
| 2017          | -                 | Non disputata | Non disputata | Non disputata       | Non disputata |
| 2018 Dettagli | Courtrai          | Roeselare     | 3 - 0         | Maaseik             |               |
| 2019 Dettagli | Courtrai          | Roeselare     | 3 - 0         | Maaseik             |               |
| 2020-2021     | -                 | Non disputata | Non disputata | Non disputata       | Non disputata |
| 2022 Dettagli | Roeselare         | Roeselare     | 3 - 0         | VDK Gent            |               |
| 2023 Dettagli | Roeselare         | Roeselare     | 3 - 1         | Menen               |               |
| 2024 Dettagli | Aalst             | Menen         | 3 - 1         | Roeselare           |               |

## Palmarès
| Squadra   | Titolo | Edizione                                                                           |
| --------- | ------ | ---------------------------------------------------------------------------------- |
| Maaseik   | 14     | 1995, 1996, 1997, 1998, 1999, 2001, 2002, 2003, 2006, 2008, 2009, 2011, 2012, 2016 |
| Roeselare | 11     | 2000, 2004, 2005, 2007, 2010, 2013, 2014, 2018, 2019, 2022, 2023                   |
| Ruisbroek | 1      | 1979                                                                               |
| Aalst     | 1      | 2015                                                                               |
| Menen     | 1      | 2024                                                                               |